# Willy Trepp

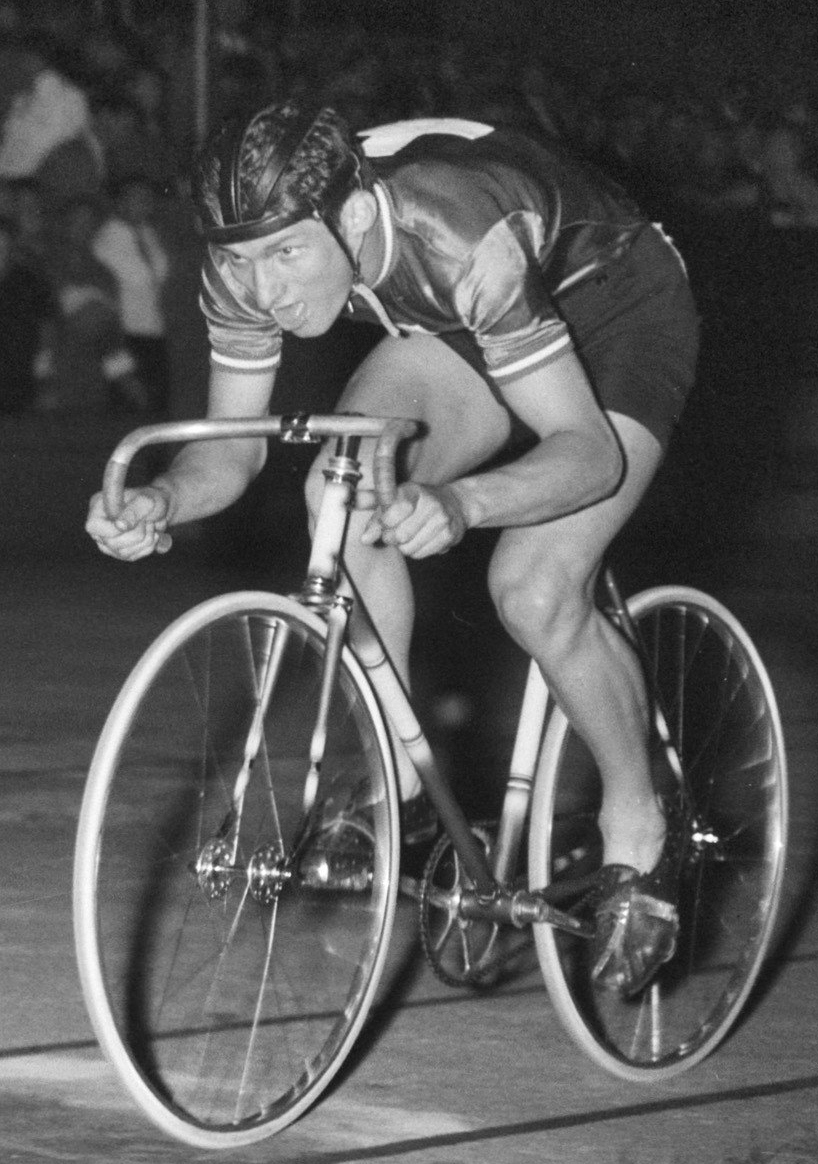
Willy Trepp (1959)

Willy Trepp (* 23. Dezember 1938 in Vicosoprano) ist ein ehemaliger Schweizer Radrennfahrer.

## Sportliche Laufbahn
Seine Laufbahn begann Trepp 1956, er gewann auf Anhieb die Meisterschaft von Zürich in der Klasse der Junioren. 1959 wurde Willy Trepp erstmals Schweizer Meister in der Einerverfolgung der Amateure, nachdem er schon im Jahr zuvor Dritter in dieser Disziplin geworden war. 1960 (dem Jahr seines Übertritts zu den Berufsfahrern) und 1961 konnte er diesen nationalen Titel als Profi erneut erringen. Ebenfalls 1959 belegte er bei den Bahn-Weltmeisterschaften in Amsterdam Rang drei in der Verfolgung der Amateure. Bei den UCI-Bahn-Weltmeisterschaften 1960 in Leipzig wurde er Vize-Weltmeister in der Verfolgung der Profis und 1961 in Zürich erneut, beide Male geschlagen von dem Deutschen Rudi Altig. Trepp startete auch bei Strassenrennen wie der Tour de Suisse und der Tour de France. Bei der Tour 1960 startete er für die gemischte Mannschaft Luxemburg/Schweiz, schied aber schon auf der 2. Etappe aus. 1961 gewann er die Vier-Kantone-Rundfahrt. Nach den Meisterschaftsrennen in der Schweiz 1962 trat er vom aktiven Radsport zurück.

## Berufliches
Trepp absolvierte eine Ausbildung zum Bauzeichner und war als Bauingenieur spezialisiert auf den Abbruch grosser Stahlbetongebäude. Nach eigenen Angaben leitete er in vierzig Berufsjahren weltweit über 8000 Baustellen.

## Trivia
Heute ist Willy Trepp ein bekannter Weinkenner, der u. a. Etiketten von Weinflaschen sammelt und dazu veröffentlicht.